# 사이런세스터

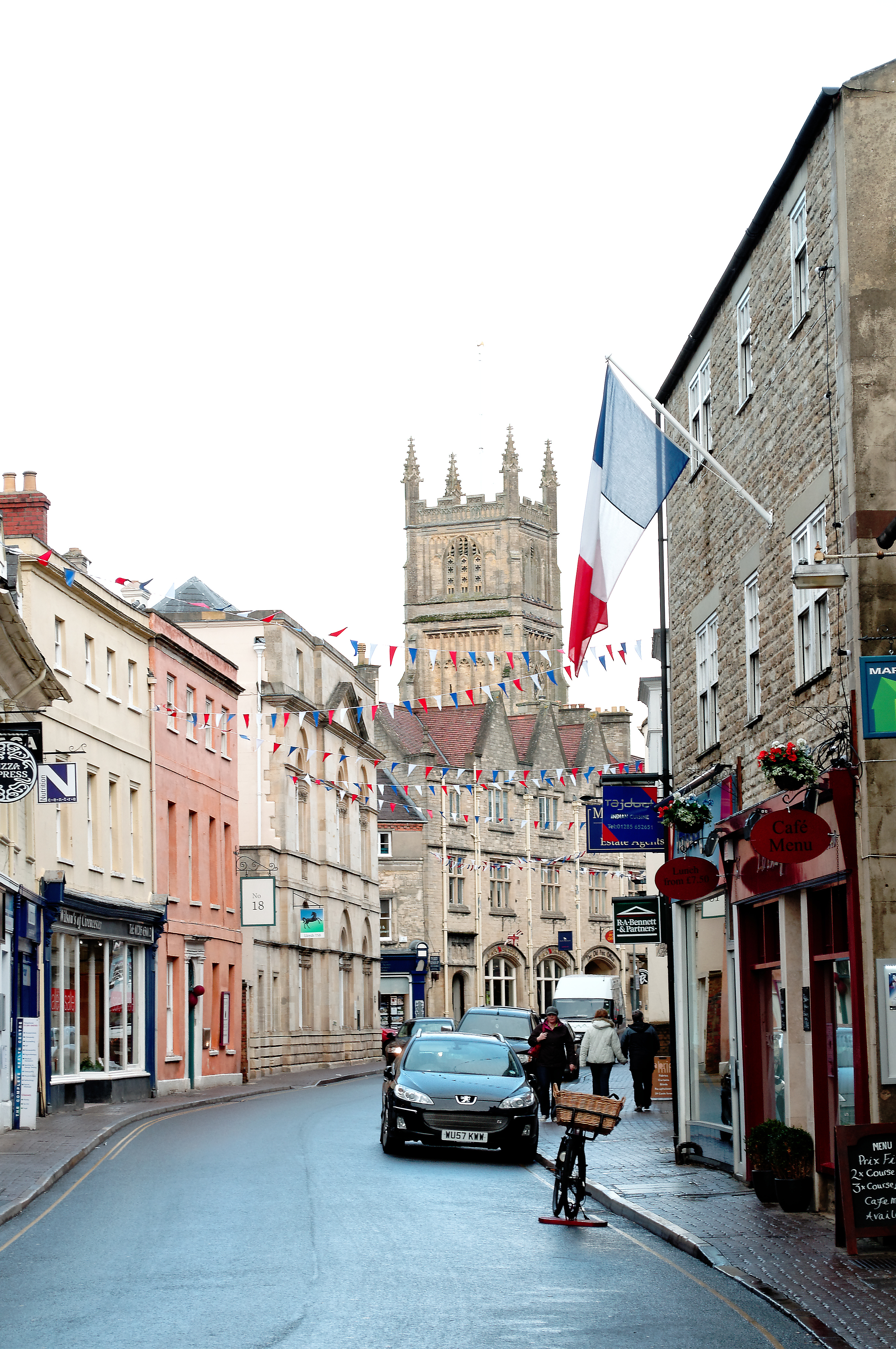
사이런세스터

사이런세스터(Cirencester)는 잉글랜드 글로스터셔주의 도시로, 인구는 19,000명이다.